# Інститут зовнішніх зносин
Інститут зовнішніх зносин — вищий навчальний заклад при Наркомосі УСРР. Створений 1920 року у Києві на базі Близькосхідного інституту та Консульських курсів при Українському товаристві економістів (утворене 1917). В інституті діяли консульський і зовнішньоторговий факультети, а також 4 дослідні кафедри: міжнародних відносин і права; світового господарства; організації товарообміну та економіки; торгівлі, тарифів і тарифної політики. Студентами І.з.з. були: особи, які вже мали вищу освіту; колишні студенти Інституту східних мов, Інституту народного господарства та ін. вузів; робітнича і селянська молодь, яка склала вступні іспити. Відповідно до рівня підготовки частина студентів інституту мала отримати фах вищої кваліфікації (консул, експерт), інша — кваліфікацію нижчого рівня (торгові агенти, статистики, митні та консульські агенти). Курс навчання був розрахований на 3 роки.
В інституті викладали 52 фахівці з різних галузей знань — професори І. Бабат, О. Покровський, А. Горовцов, П. Кованько, Б. Лічков, А. Жилін, В. Петров, П. Сльозкін та ін. Невдовзі після створення інституту почався процес його «реорганізації», який закінчився ліквідацією інституту, що пов'язано насамперед із припиненням будь-якої зовнішньополітичної діяльності УСРР та «добровільною» передачею відповідних повноважень РСФРР. 18 жовтня 1922 року ЦК КП(б)У ухвалив постанову «Про згортання апарату Наркомату закордонних справ», внаслідок якої 20 вересня 1923 року Наркомат закордонних справ був ліквідований. І.з.з. було спочатку перетворено на технікум зовнішніх зносин, а влітку 1923 року — на торговий технікум. Професорів, які протестували проти цих реорганізацій, було звільнено.